# ويلهلم ساندر
ويلهلم ساندر (بالألمانية: Wilhelm Sander)‏ هو مهندس معماري ألماني، ولد في 10 ديسمبر 1860 في برلين في ألمانيا، وتوفي في 22 نوفمبر 1930.